# Fuerte Octavo

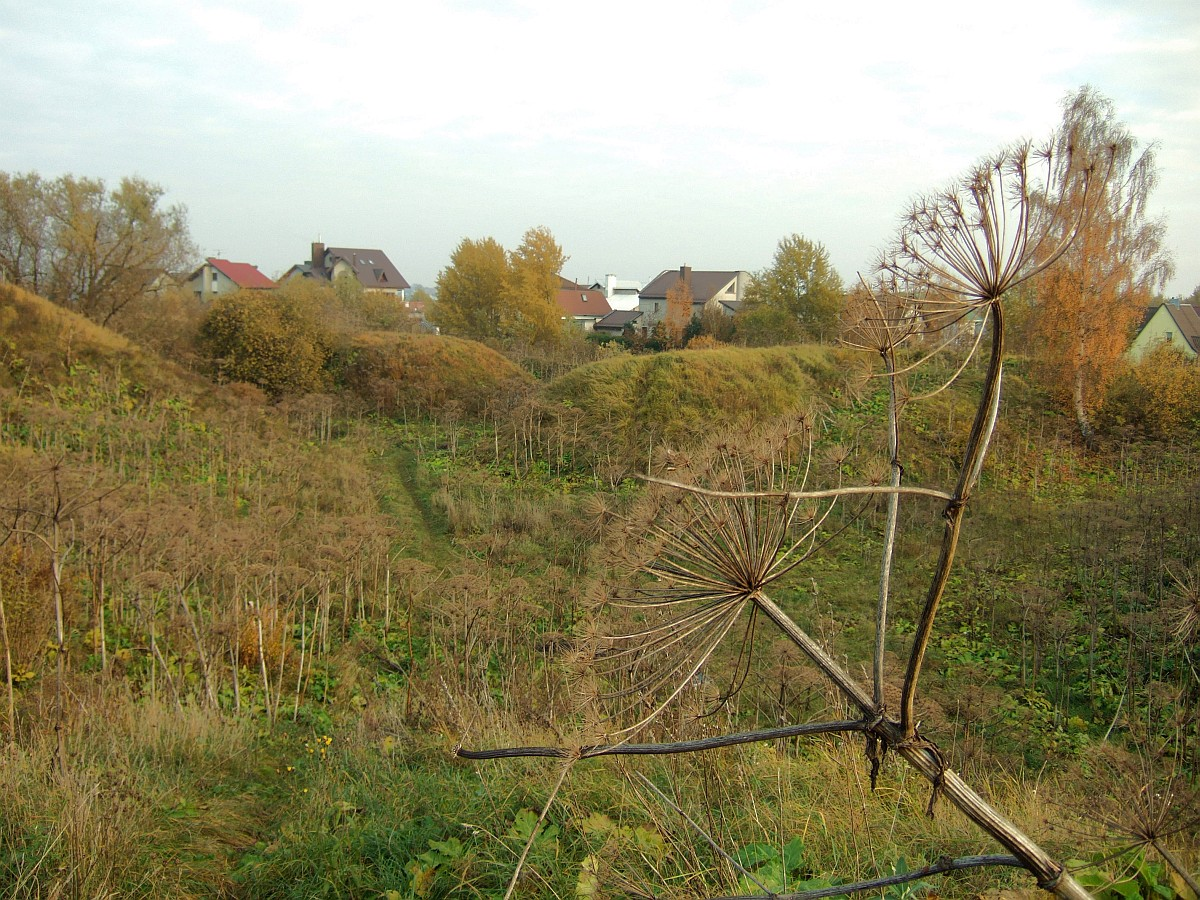
Octavo Fuerte de Kaunas

El fuerte Octavo de Kaunas (en lituano: VIII Kauno fortas), también conocido como Linkuva, es un antiguo fuerte militar situado en Šilainiai elderate, Kaunas, Lituania. Construido en 1889-1890, forma parte de la fortaleza de Kaunas, construida por el Imperio ruso. El fuerte Octavo fue el primer elemento de la Fortaleza de Kaunas que utilizó hormigón.[cita requerida] En la actualidad, la estructura está abandonada y semi-inundada. Las laderas del fuerte se utilizan desde el periodo de entreguerras como jardín comunitario.

## Historia
La construcción del Octavo Fuerte comenzó en 1889, después de que los siete primeros fuertes de la Fortaleza de Kaunas ya hubieran sido diseñados y construidos. Los primeros fuertes no formaban un anillo defensivo completamente cerrado alrededor de la ciudad de Kaunas, por lo que el Octavo Fuerte se construyó para protegerla de los ataques desde el noroeste. Aunque los primeros fuertes se construyeron con ladrillo rojo, el Octavo Fuerte es de hormigón y está cubierto de tierra. También fue el primer fuerte de la Fortaleza de Kaunas equipado con electricidad, que se suministraba a través de un generador alimentado por petróleo[1]. Sin embargo, el fuerte se vio comprometido por su posición, que no era el punto más alto de la zona, por lo que fue sustituido cuatro años más tarde por el Noveno Fuerte. Por este motivo, el Octavo Fuerte se utilizó únicamente como cuartel y, más tarde, como arsenal.
Durante la Primera Guerra Mundial, la tripulación del fuerte detonó la munición que quedaba almacenada antes de retirarse. La explosión dañó gravemente el fuerte y su sistema de drenaje, lo que provocó la inundación de gran parte de la estructura.
En el siglo XXI, el fuerte fue designado zona protegida para la hibernación de murciélagos en virtud del acuerdo europeo de conservación de murciélagos. El fuerte también fue incluido en el Registro Lituano de Bienes Culturales (Kultūros Vertybių Registras) en 2002. En el fuerte se han celebrado actos culturales, como una instalación de luz y sonido, una exposición fotográfica, un espectáculo de acrobacia pirotécnica y un programa de aprendizaje entre iguales sobre las abejas.

## Jardines

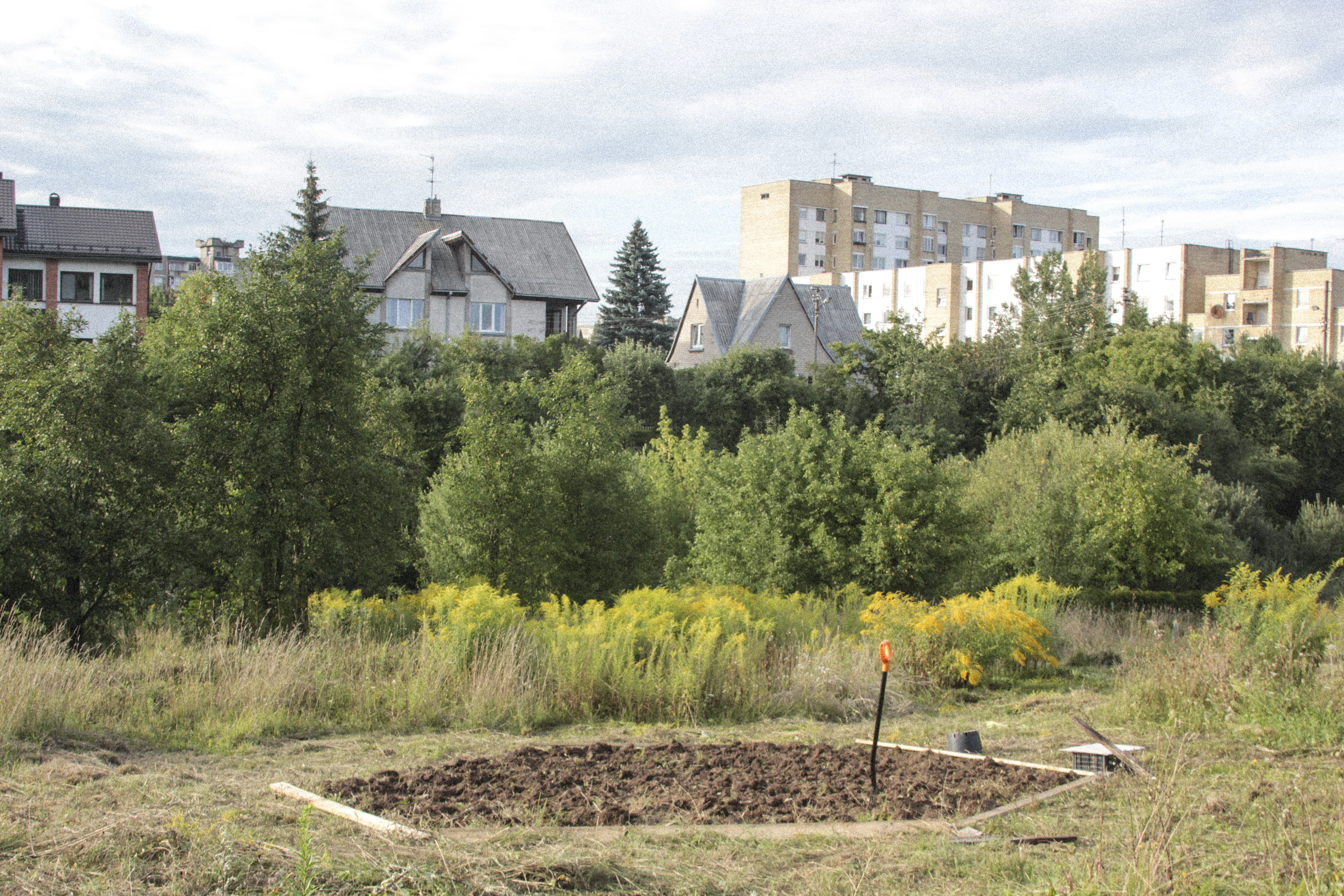
Un macizo de flores apto para abejas en el jardín comunitario

Desde el periodo de entreguerras, los residentes de Šilainiai han utilizado los terraplenes que conducen al fuerte para cultivar hortalizas. Además de los productos cultivados en bancales, hay una serie de árboles autóctonos, como robles, abedules, manzanos y ciruelos. En 2018, las partes interesadas y los miembros de la comunidad formalizaron los huertos con el nombre de Šilainių Sodai (Jardines de Šilainiai), con el objetivo de preservar la historia viva del huerto comunitario como parte del emplazamiento militar histórico.